# Trisetaria flavescens
Trisetaria flavescens é uma espécie de planta com flor pertencente à família Poaceae. 
A autoridade científica da espécie é (L.) Maire, tendo sido publicada em Bulletin de la Société d'Histoire Naturelle de l'Afrique du Nord 33(4): 92. 1942.

## Portugal
Trata-se de uma espécie presente no território português, nomeadamente os seguintes táxones infraespecíficos:
- Trisetaria flavescens subsp. flavescens - presente em Portugal Continental. Em termos de naturalidade é nativa da região atrás referida. Não se encontra protegida por legislação portuguesa ou da Comunidade Europeia.